# Kafé 18
Kafé 18 var ett caféprogram i SVT under perioden 27 oktober 1980–5 november 1985 som sändes från Stockholm med Agneta Bolme Börjefors, Jan Bonnevier och Åke Magnusson som programledare. Som huspianist fungerade Lars Roos . Kafé 18 var det allra första caféprogrammet som sändes i Sverige. Visserligen hade snarlika program sänts under 1970-talet, men det här var det första som benämndes just som ett caféprogram. Det sändes i olika omgångar då det efter tid ibland avlöstes av de andra nyare caféprogrammen.
År 1986 avlöstes Kafé 18 av Kafé Stockholm, men detta lades ned efter ett år.

### Fotnoter
1. ↑  ”SVT, TV1 1980-10-27”. Svensk mediedatabas. 27 oktober 1980. https://smdb.kb.se/catalog/id/001692633. Läst 6 augusti 2015.
2. ↑  ”SVT, TV1 1985-11-05”. Svensk mediedatabas. 5 november 1985. https://smdb.kb.se/catalog/id/001702890. Läst 6 augusti 2015.
3. ↑  ”Lars Roos 60 år den 18 augusti”. Helsingborgs Dagblad. augusti 2005. https://www.hd.se/2005-08-18/lars-roos-60-ar-den-18-augusti. Läst 22 februari 2025.